# Mr Gay World 2009
Mr Gay World 2009 là cuộc thi Mr Gay World lần thứ 1 được tổ chức tại Whistler Residence Inn, Whistler, Canada vào ngày 8 tháng 2 năm 2009. Có 19 quốc gia và vùng lãnh thổ lần đầu tiên tranh tài để giành danh hiệu này. Max Krzyzanowski đến từ Ireland đăng quang ngôi vị Mr Gay World đầu tiên.

## Kết quả
| Hạng                  | Thí sinh |
| --------------------- | --- |
| Mister Gay World 2009 | - Ireland — Max Krzyzanowski                                                                                             |
| Á vương 1             | - Paraguay — Alexis Cespedes                                                                                             |
| Á vương 2             | - México — Pico Velasco Michel                                                                                           |
| Á vương 3             | - Úc — Ben Edwards |
| Á vương 4             | - New Zealand — Reece Karena                                                                                             |
| Á vương 5             | - Canada — Darren Bruce                                                                                                  |

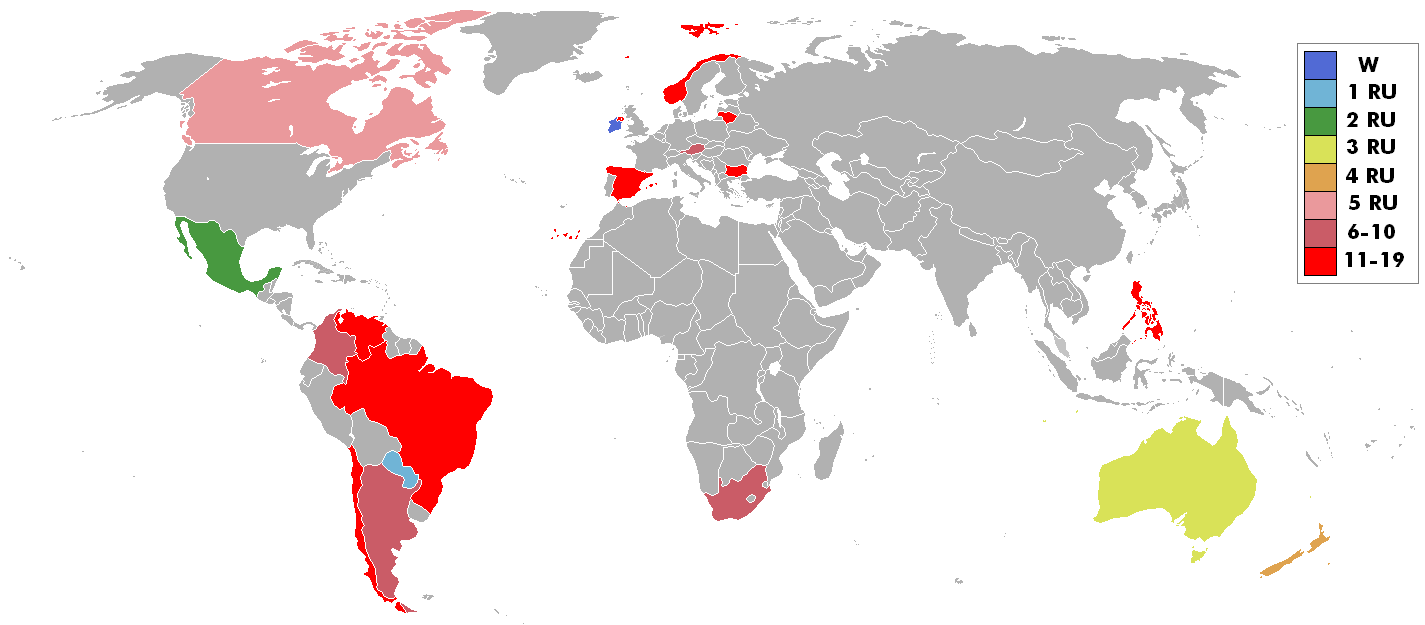
Các nước cử đại diện và kết quả.

| Top 10                | - Argentina — Victor Marcelo Benitez - Áo – Michael Fröhle - Colombia — Francisco Javier Ortega - Nam Phi — Deon Strydom |

### Giải thưởng đặc biệt
| Giải thưởng             | Thí sinh                               |
| ----------------------- | -------------------------------------- |
| Mr. Gay Photogenic      | - Argentina — Victor Marcelo Benitez   |
| Mr. Gay Congeniality    | - Colombia — Francisco Javier Ortega   |
| Mr. Gay Leadership      | - Úc — Ben Edwards                     |
| Best National Costume   | - Philippines — Wilbert Ting Tolentino |
| Mr. Gay Popularity      | - Philippines — Wilbert Ting Tolentino |
| Best in Formal Wear     | - Philippines — Wilbert Ting Tolentino |
| Sports Challenge Winner | - Philippines — Wilbert Ting Tolentino |
| Best in Swimwear        | - Paraguay — Alexis Cespedes           |

## Các thí sinh
19 thí sinh dự thi.
| Quốc gia/vùng lãnh thổ | Thí sinh                        | Tuổi | T.k.        |
| ---------------------- | ------------------------------- | ---- | ----------- |
| Argentina              | Victor Marcelo Benitez          | 34   |             |
| Áo                     | Michael Fröhle                  | 25   | [ 5 ]       |
| Bắc Ireland            | James Ciaran Smallman           | 21   |             |
| Brasil                 | Edson Lopes                     | 25   | [ 6 ]       |
| Bulgaria               | Deyan Kolev                     | 28   |             |
| Canada                 | Darren Bruce                    | 25   | [ 7 ] [ 8 ] |
| Chile                  | Roberto Andres Alvarez Alvarado | 28   |             |
| Colombia               | Francisco Javier Ortega         | 31   |             |
| Ireland                | Max Krzyzanowski                | 37   |             |
| Litva                  | Artūras Vipas Burnickis         | 21   | [ 9 ]       |
| México                 | Pico Velasco Michel             | 34   |             |
| Nam Phi                | Deon Strydom                    | 27   |             |
| Na Uy                  | Kai Thomas Ryen Larsen          | 22   | [ 10 ]      |
| New Zealand            | Reece Karena                    | 29   | [ 11 ]      |
| Paraguay               | Alexis Cespedes                 | 39   | [ 12 ]      |
| Philippines            | Wilbert Tolentino               | 33   |             |
| Tây Ban Nha            | Antonio Pedro Almijez           | 20   |             |
| Úc                     | Ben Edwards                     | 28   | [ 13 ]      |
| Venezuela              | Juan Jose Bracho                | 34   |             |

### Dự thi cuộc thi sắc đẹp quốc tế khác
| Cuộc thi             | Năm  | Quốc gia/vùng lãnh thổ | Thí sinh                | Thứ hạng       | T.k.   |
| -------------------- | ---- | ---------------------- | ----------------------- | -------------- | ------ |
| Mr Gay Europe        | 2008 | Áo                     | Michael Fröhle          | Không đạt giải |        |
| Mr Gay Europe        | 2008 | Bulgaria               | Deyan Kolev             | Không đạt giải |        |
| Mr Gay Europe        | 2008 | Litva                  | Arturas Vipas Burnickis | Không đạt giải |        |
| Mr Gay Europe        | 2008 | Na Uy                  | Kai Thomas Ryen Larsen  | Không đạt giải |        |
| Mr Gay Europe        | 2008 | Tây Ban Nha            | Antonio Pedro Almijez   | Nam vương      | [ 14 ] |
| International Mr Gay | 2008 | Venezuela              | Juan Jose Bracho        | Á vương 1      |        |
| International Mr Gay | 2009 | Colombia               | Francisco Javier Ortega | Không đạt giải |        |
| International Mr Gay | 2009 | Nam Phi                | Deon Strydom            | Không đạt giải | [ 15 ] |